# Mene rhombea
Mene rhombea — викопний вид окунеподібних риб родини Menidae. Вид жив у середньому еоцені (48-40 млн років тому) у мілкому океані Тетіс, що знаходився між континентами Гондвана та Лавразія. Кілька скам'янілих відбитків виду разом з відбитками Mene oblonga виявлені на горі Болча (Monte Bolca) за 30 км від міста Верона на півночі Італії. Вважається, що на цьому місці в еоценову епоху знаходилась тепла лагуна.

## Опис
Mene rhombea дуже схожий на сучасний вид Mene maculata, що живе у тропічних морях Індо-Тихоокеанського регіону. Вид мав стиснуте з боків тіло, дуже довгі і тонкі черевні плавці і широкий трикутний кіль. У нього був маленький, обернутий до верху рот. Така будова вказує на те, що риба харчувалася планктоном.

## Галерея

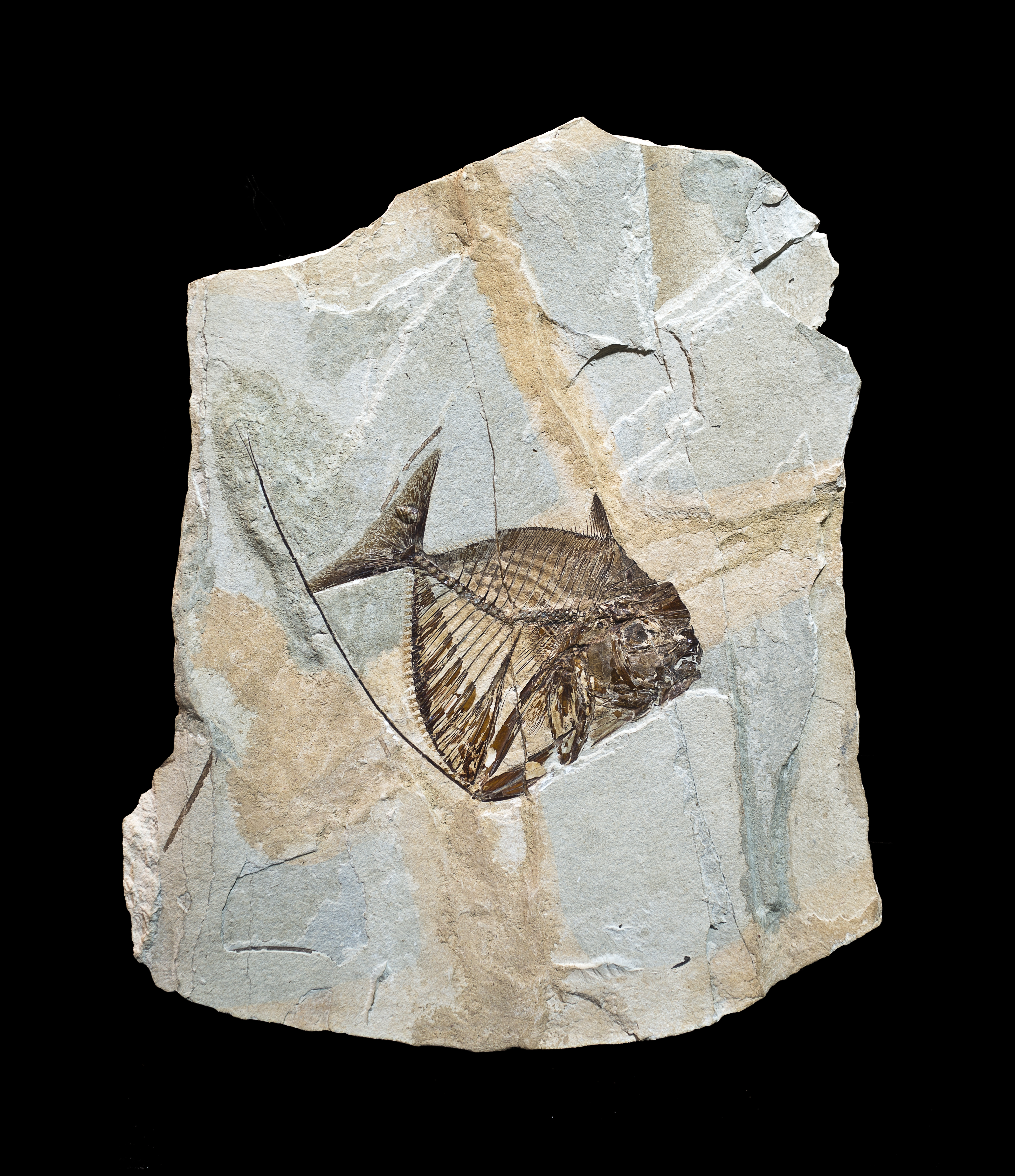
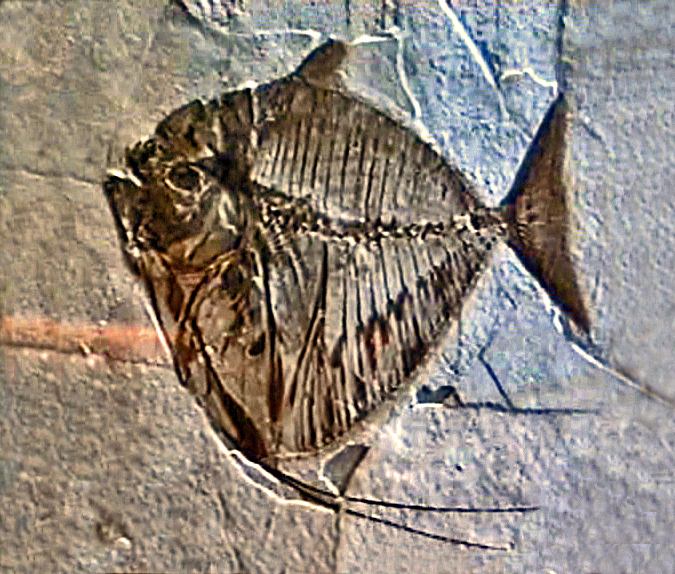
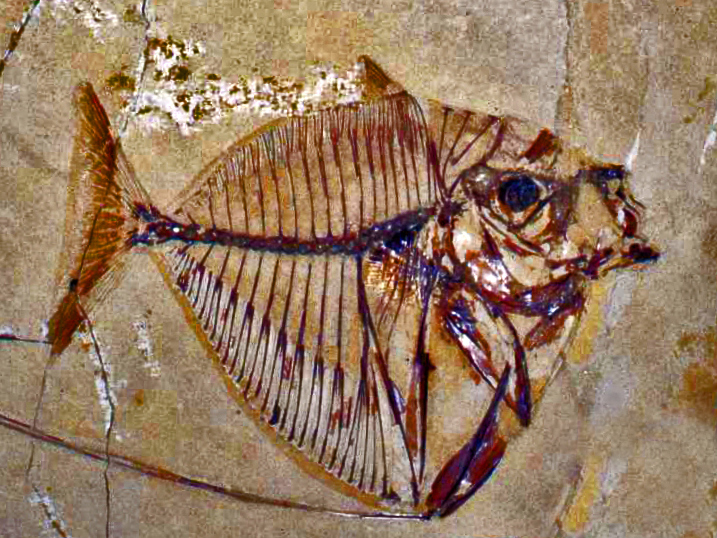
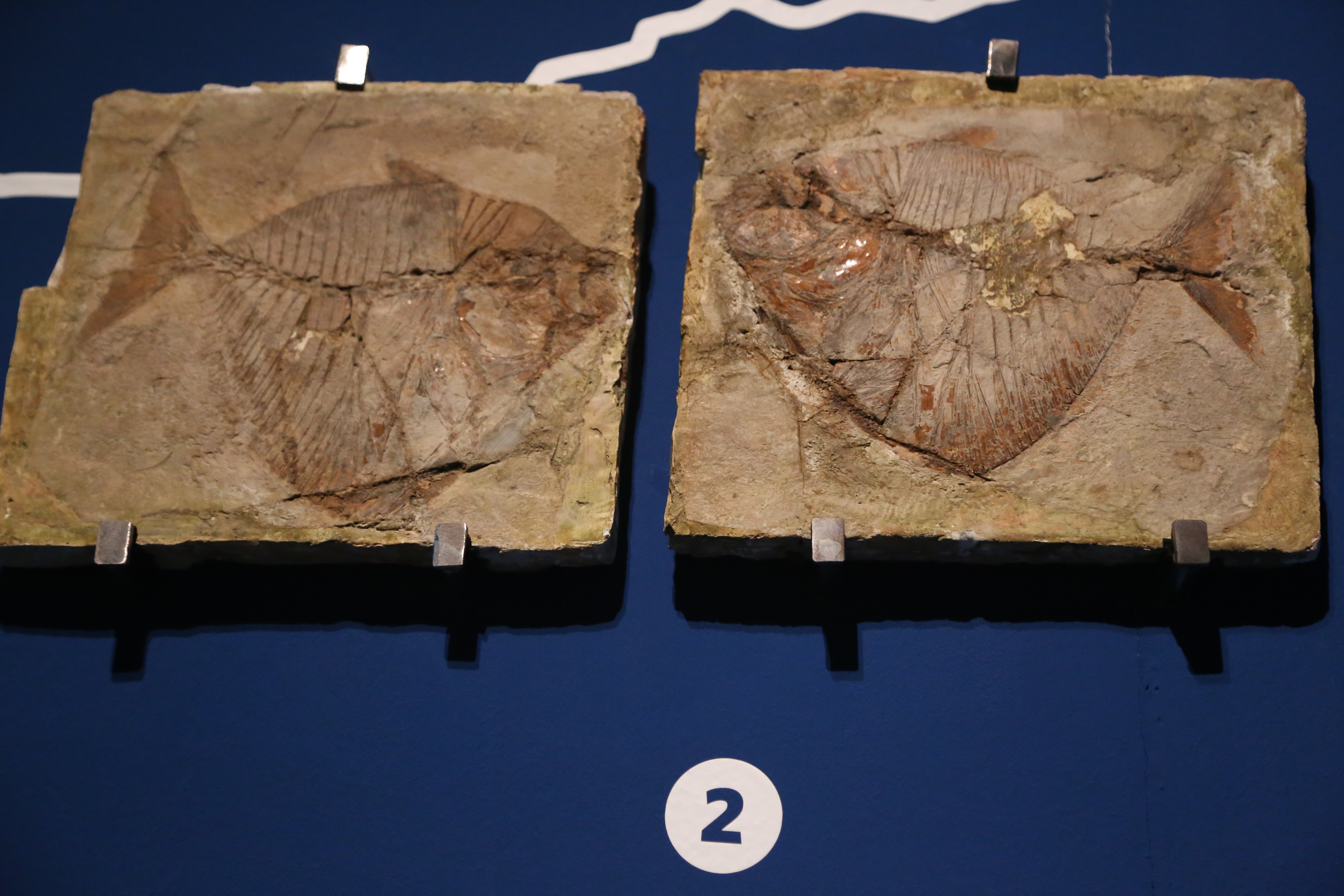
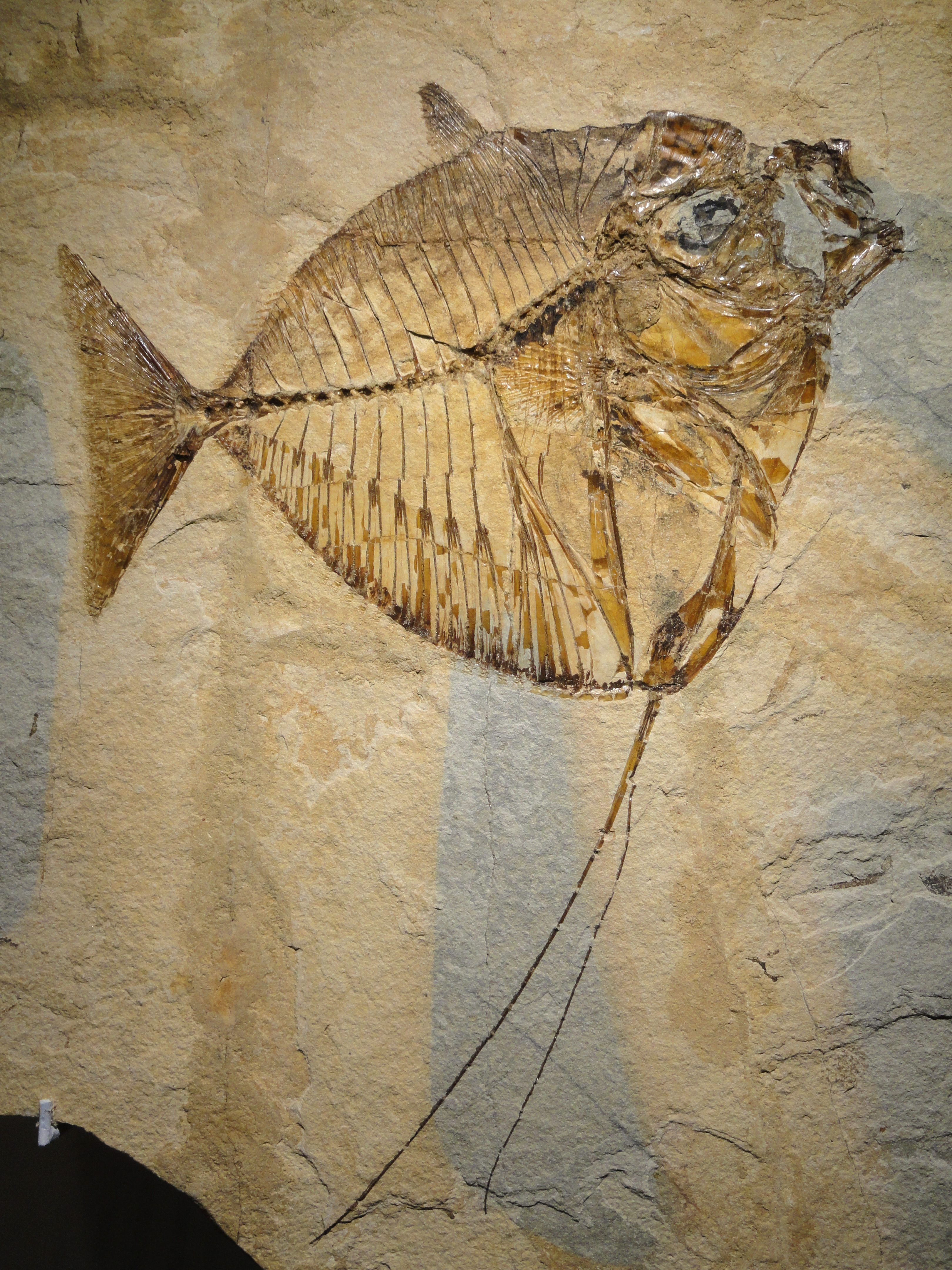
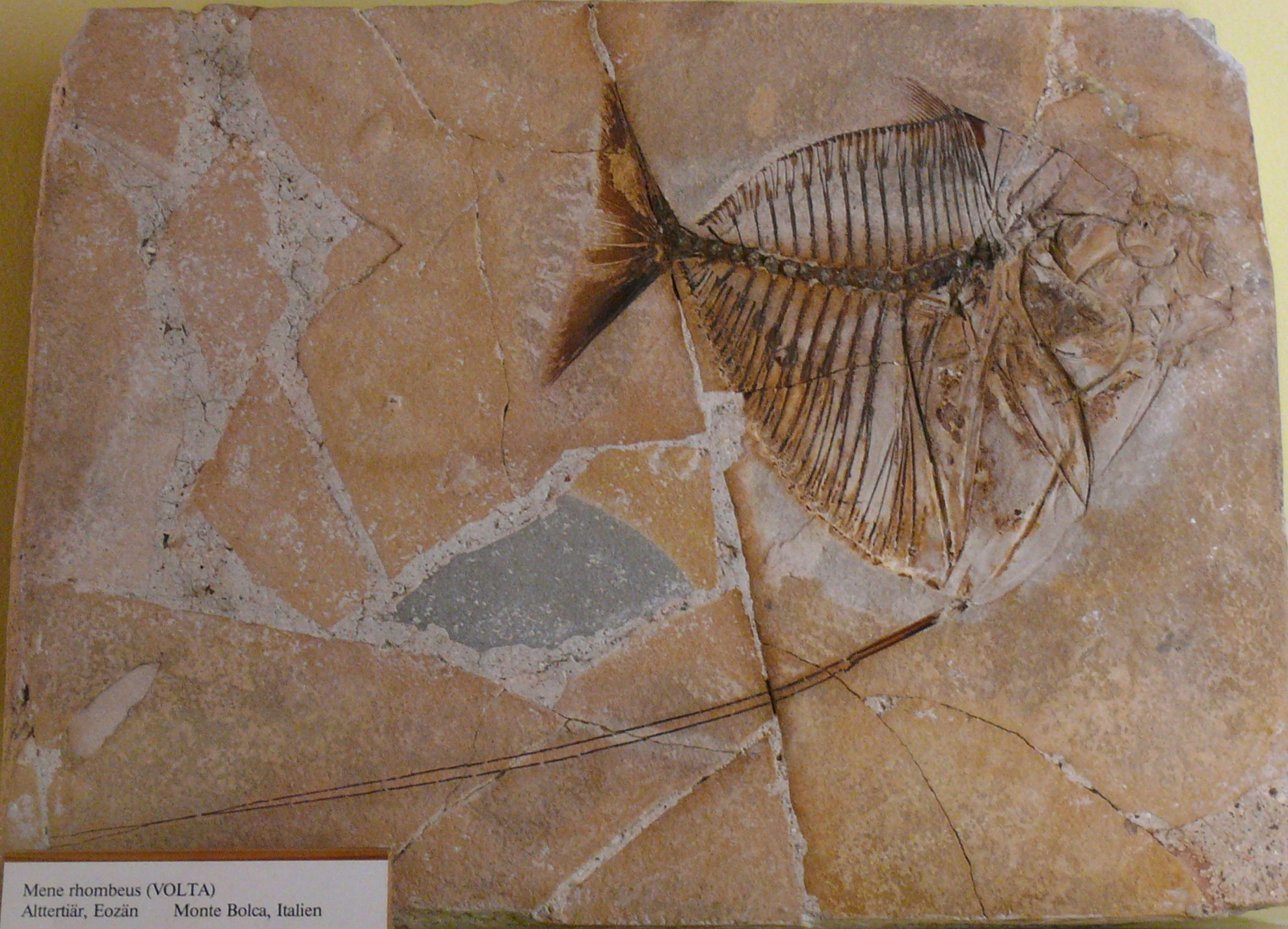